# Città di Geraldton-Greenough
La città di Geraldton-Greenough era una delle local government areas che si trovavano nella regione di Mid West, in Australia Occidentale. Essa si estendeva su di una superficie di circa 1.800 chilometri quadrati ed aveva una popolazione di 35.727 abitanti.
La Città di Geraldton-Greenough era stata formata nel 2007 dalla fusione delle precedenti Local Government Areas di Città di Geraldton e Contea di Greenough e venne abolita nel 2011 in seguito alla fusione con la Contea di Mullewa nella Città di Greater Geraldton.